# Alberto Miguel
Alberto Miguel Martín, nacido el 29 de mayo de 1977 en Laredo (Cantabria), fue un jugador profesional de baloncesto español que se retiró en el C.D. Estela.

## Carrera profesional
- 1993/96 CB Laredo (categorías inferiores)
- 1996/99 CB Calasanz Santander
- 1999/03 Cantabria Lobos
- 2003/06 Llanera Menorca
- 2006/09 Lleida Bàsquet
- 2009/11 Autocid Ford Burgos
- 2011/12 C.D. Estela Santander
- 2011/12 Club Ourense Baloncesto
- 2012/13 Autocid Ford Burgos
- 2013/14 C.D. Estela Santander

## Títulos

### Plus Pujol Lleida
- Liga LEB Catalana de Baloncesto: 2
  - 2007, 2008